# Archieparquía de Mosul de los sirios
La archieparquía de Mosul de los sirios (en latín: Archieparchia Mausiliensis Syrorum) es una circunscripción eclesiástica de la Iglesia católica en Irak. Se trata de una archieparquía siria, inmediatamente sujeta al patriarcado de Antioquía de los sirios. Desde el 7 de enero de 2023 su archieparca es Qusay Mubarak Abdullah (Younan) Hano.

## Territorio y organización
La archieparquía extiende su jurisdicción sobre los fieles católicos de rito antioqueno sirio residentes en las ciudades de Mosul, Qaraqosh, Bartella, Bashiqa y Kirkuk, ubicadas en las gobernaciones de Nínive y de Kirkuk.
La sede de la archieparquía se encuentra en la ciudad de Mosul, en donde se halla la Catedral de Santo Tomás.
En 2022 en la archieparquía existían 11 parroquias.

## Historia
La archieparquía fue restablecida como católica en 1790, aunque previamente entre 1694 y 1702 fue su obispo el electo patriarca Joubeir. Entre 1893 y 1897 fue la archieparquía propia del patriarca. 
El 28 de septiembre de 1862 cedió la porción sur de su territorio para la erección de la archieparquía de Bagdad. En 1863 fue erigida la eparquía de Gazarta de los sirios con la parte norte del territorio de Mosul en lo que hoy es parte de Turquía y de Siria. Su sede se hallaba en Cizre (hoy en Turquía).
De 1893 a 1897 fue la sede del patriarcado de Antioquía de los sirios y, por lo tanto fue la eparquía propia del patriarca Ignacio Behnam II Benni.
La caída de la ciudad de Mosul en manos de los milicianos del Estado Islámico de Irak y el Levante en junio de 2014 tuvo consecuencias desastrosas para las diferentes comunidades cristianas. El palacio episcopal siro-católico fue incendiado, mientras que algunos monasterios en las afueras de la ciudad fueron tomados y evacuados por la fuerza. Según el testimonio del patriarca sirio-católico Ignacio José III Younan, los cristianos se vieron obligados a convertirse al islam o a abandonar inmediatamente la ciudad. El 9 de julio de 2017 el Gobierno iraquí completó la liberación de la ciudad de Mosul y los cristianos pudieron comenzar a regresar.
Luego de ser aprobado el 22 de junio por el sínodo patriarcal, el 28 de junio de 2019 el patriarca Ignacio José III Younan decretó la erección de la eparquía de Hadiab-Erbil y el resto de la región del Kurdistán separando de la archieparquía de Mosul el territorio del Kurdistán iraquí, que comprende las gobernaciones de Erbil, Duhok y Solimania. El obispo auxiliar de Mosul, Nizar Semaan, fue nombrado su primer eparca.

## Estadísticas
Según el Anuario Pontificio 2022 la archieparquía tenía a fines de 2021 un total de 4700 fieles bautizados.
| Año                                                                             | Población            | Población | Población      | Sacerdotes | Sacerdotes    | Sacerdotes    | Bautizados por sacerdote | Diáconos permanentes | Religiosos | Religiosos | Parroquias |
| Año                                                                             | Bautizados católicos | Total     | % de católicos | Total      | Clero secular | Clero regular | Bautizados por sacerdote | Diáconos permanentes | Varones    | Mujeres    | Parroquias |
| ------------------------------------------------------------------------------- | -------------------- | --------- | -------------- | ---------- | ------------- | ------------- | ------------------------ | -------------------- | ---------- | ---------- | ---------- |
| 1949                                                                            | 20 000               | ?         | ?              | 30         | 30            |               | 666                      |                      |            |            | 12         |
| 1970                                                                            | 14 300               | 1 709 000 | 0.8            | 23         | 23            |               | 621                      |                      |            | 75         | 12         |
| 1980                                                                            | 17 500               | ?         | ?              | 24         | 24            |               | 729                      |                      |            | 17         | 8          |
| 1990                                                                            | 23 500               | ?         | ?              | 20         | 20            |               | 1175                     |                      |            | 23         | 6          |
| 1999                                                                            | 29 500               | ?         | ?              | 20         | 20            |               | 1475                     |                      |            | 19         | 9          |
| 2000                                                                            | 30 000               | ?         | ?              | 15         | 15            |               | 2000                     |                      |            | 18         | 7          |
| 2001                                                                            | 30 000               | ?         | ?              | 20         | 20            |               | 1500                     |                      |            | 18         | 10         |
| 2002                                                                            | 35 000               | ?         | ?              | 27         | 23            | 4             | 1296                     |                      | 4          | 18         | 12         |
| 2003                                                                            | 35 000               | ?         | ?              | 26         | 22            | 4             | 1346                     |                      | 8          | 20         | 12         |
| 2004                                                                            | 35 000               | ?         | ?              | 27         | 23            | 4             | 1296                     |                      | 8          | 20         | 12         |
| 2009                                                                            | 35 000               | ?         | ?              | 36         | 32            | 4             | 972                      |                      | 11         | 44         | 15         |
| 2013                                                                            | 44 000               | ?         | ?              | 81         | 55            | 26            | 543                      |                      | 34         | 5          | 15         |
| 2016                                                                            | 45 000               | ?         | ?              | 48         | 22            | 26            | 937                      |                      | 33         | 3          | 13         |
| 2019                                                                            | 4500                 |           |                | 48         | 22            | 26            | 93                       |                      | 27         | 3          | 13         |
| 2020                                                                            | 4600                 | ?         | ?              | 48         | 22            | 26            | 96                       |                      | 30         |            | 13         |
| 2021                                                                            | 4700                 |           |                | 56         | 30            | 26            | 83                       | 3                    | 28         |            | 11         |
| Fuente: Catholic-Hierarchy, que a su vez toma los datos del Anuario Pontificio. |                      |           |                |            |               |               |                          |                      |            |            |            |

## Episcopologio
- Cyril Bennam Bechara † (1790-después de 1800)
- Grégoire Issa Mahfouz (Hisa o Higa) † (3º decenio del siglo XIX)
- Cyrille Behnam Benni † (9 de marzo de 1862-12 de octubre de 1893 elegido patriarca de Antioquía)
  - Sede patriarcal (1893-1897)[nota 1]
  - Sede vacante (1897-1901)
- Grégoire Pierre Habra † (16 de agosto de 1901-24 de marzo de 1924 nombrado archieparca de Damasco)
- Atanasio Giorgio (Cyrille) Dallal † (31 de julio de 1926-14 de diciembre de 1951 falleció)
- Jules Georges Kandela † (20 de febrero de 1952-23 de agosto de 1959 renunció[nota 2])
- Cyrille Emmanuel Benni † (6 de octubre de 1959-9 de diciembre de 1999 falleció)
- Basile Georges Casmoussa (Alqass Moussa) (8 de mayo de 1999-26 de junio de 2010 renunció)
- Youhanna Boutros Moshe (1 de marzo de 2011-18 de septiembre de 2021 retirado)[nota 3]
- Qusay Mubarak Abdullah (Younan) Hano, desde el 7 de enero de 2023